# 109 Felicitas
A 109 Felicitas a Naprendszer kisbolygóövében található aszteroida. Christian Heinrich Friedrich Peters fedezte fel 1869. október 9-én.